# Gunnar Forszén

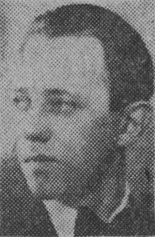
Gunnar Forszén

Gunnar Forszén, född 29 september 1908 i Ramsele, död 15 april 1966, var en svensk arkitekt.

## Biografi
Forszén studerade vid Kungliga tekniska högskolan till 1931. Han var anställd på Kooperativa förbundets arkitektkontor 1934-36 och drev därefter egen verksamhet i Stockholm.
I huvudstaden har han ritat bostadshus vid Grev Turegatan 64 (1937-1938). Vid Skogshögskolan i Frescati hage uppfördes elevhem enligt Forszén och Artur von Schmalensees ritningar 1948-1951 samt elevrum och bibliotek 1952-1955. Han har ritat byggnader för Svenska forskningsinstitutionen för cement och betong vid KTH (1945),  Medicinsk-kemiska och farmakologiska institutionen i Uppsala, Bagarmossens skola (1954) och Blackebergs gymnasium, tillsammans med arkitekt Åke E. Lindqvist (1952). Han ritade centrumanläggningen vid Hullsta gård i Sollefteå (1947-1966) och ritade Vallaskolan i samma stad (1947-1950). 1957 projekterade han Sollefteå centrum.

## Bilder av några verk

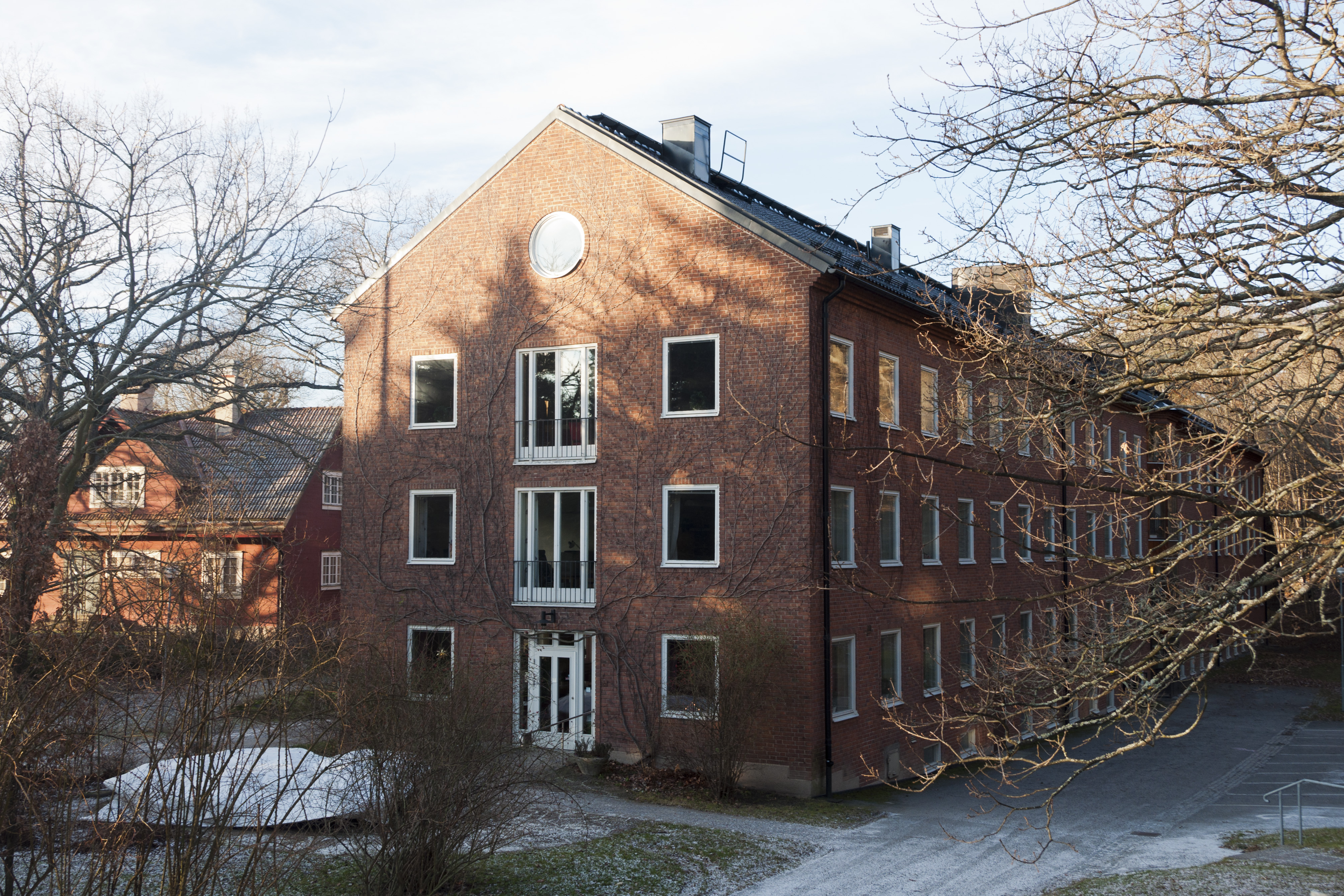
Elevhem vid Skogshögskolan
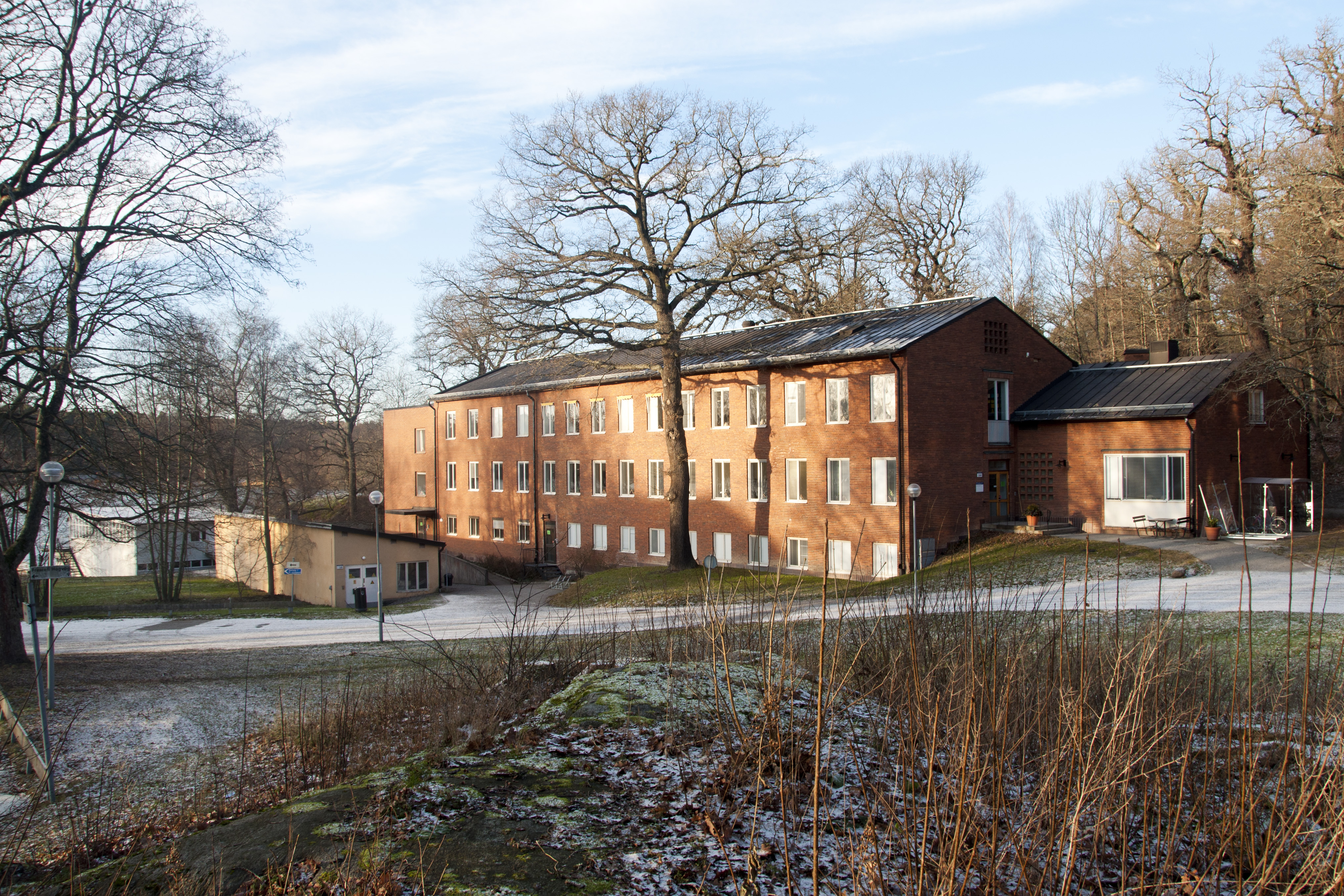
Elevrum vid Skogshögskolan
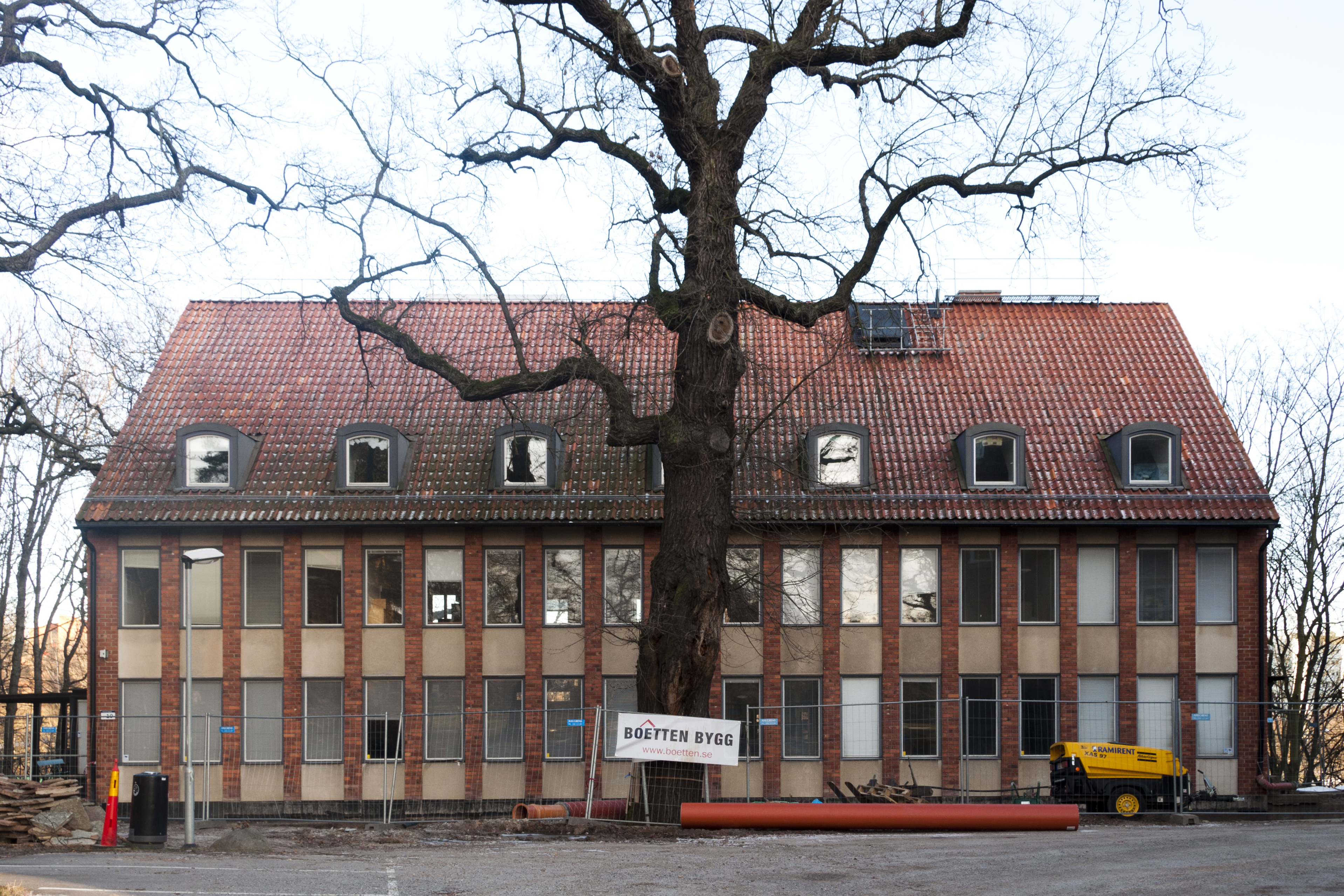
Bibliotek vid Skogshögskolan
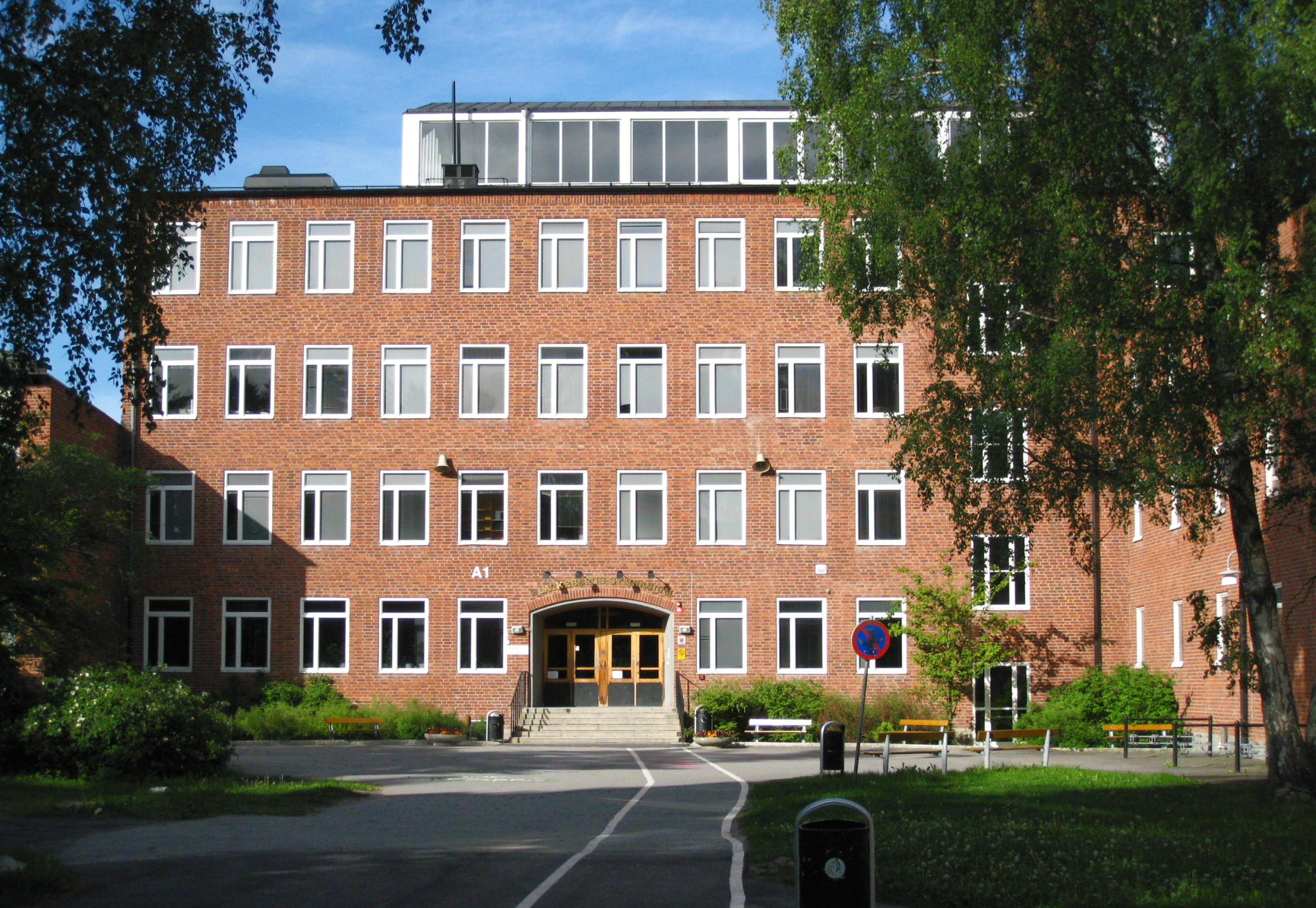
Blackebergs gymnasium
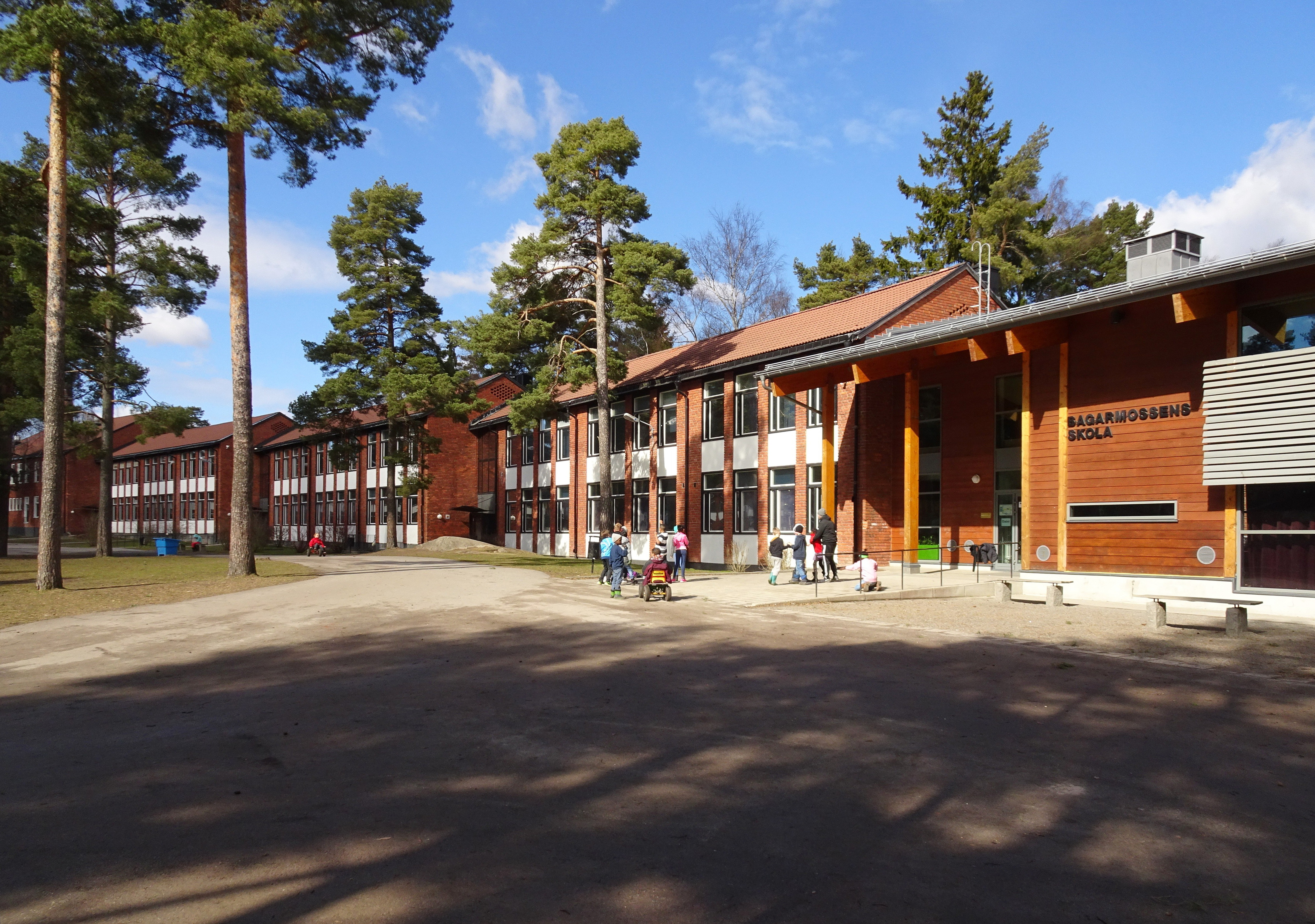
Bagarmossens skola